# Marquesado de Herrera y Vallehermoso
El Marquesado de Herrera y Vallehermoso es un título nobiliario español creado el 20 de enero de 1750 por Fernando VI con el vizcondado previo de Chiclín en favor de Juan José de Herrera y Zarzosa, vecino de Trujillo (Perú).
El título fue adquirido en cédula en blanco el 2 de agosto de 1744 durante el reinado de Felipe V por Juan José de Herrera y Zarzosa como uno de los títulos de Castilla conferidos al virrey Manso de Velasco para beneficiar a aquellos que con sus "donativos" contribuyesen al tesoro del Perú. Por esa razón, aunque el beneficiado muriera en 1748, se le consideró como primer titular.
El primer titular, Juan José García de Zarzosa y Herrera, debió renunciar a su apellido paterno en favor del materno por expreso deseo de su tío Juan de Herrera y Valverde para que así pudiera tomar posesión del mayorazgo de Chiclín, Trujillo. En igual situación se encontraron los II, III y IV titulares.

## Historia de los marqueses de Herrera y Vallehermoso
- I marqués: Juan José de Herrera y Zarzosa (Trujillo, Perú, 1677-1748), comisario general, regidor perpetuo y alcalde de Trujillo.

1. Casó con Juana Joaquina Roldán Dávila y Cavero, hija de Juan Esteban Roldán Dávila Altamirano de Castilla. Le sucedió su hermano:

- II marqués: Juan Tomás de Herrera y Zarzosa (Trujillo, Perú, 1699-1765). Le sucedió su sobrino:

- III marqués: Fernando Manuel de las Alas y Zarzosa (Trujillo, Perú, 1700-1776). Le sucedió su hermana:

- III marquesa: Josepha de Herrera y de las Alas (Trujillo, Perú, ¿ -1790). Le sucedió su hermana:

- IV marquesa: Juana Rosa de Herrera y de las Alas (Trujillo, Perú, 1707-1797). Renunció en favor de su sobrino:

- V marqués: Nicolás Casimiro de Bracamonte y López Fontao, II conde de Valdemar de Bracamonte (1767-1831).

1. Casó con María de la Encarnación de Cacho y Lavalle, José Antonio de Cacho y Josefa de Lavalle y Cortés. Le sucedió su hijo:

- VI marqués: Apolinar de Bracamonte y Cacho, III conde de Valdemar de Bracamonte (¿-Santiago de Chuco, 1880), presidente de la Corte Superior de Justicia de Trujillo y rector de la Universidad de Trujillo.

1. Laura Jimeno y Quevedo, hija de Francisco de Jimeno y de la Llave y Manuela de Quevedo y

### Rehabilitación
El título fue rehabilitado en 1976 por un bisnieto del VI marqués:
- VII marqués: Pedro Fernando de las Mercedes Hernández de Agüero (La Habana, 1914-Washington, 1998)

1. Casó con Marlene Siebert
2. Casó con la limeña Rosario Sosa Pardo de Zela. Tuvo descendencia:
  - Fernando Hernández de Agüero Sosa (Lima, 1963)
  - Rosario Hernández de Agüero Sosa (Lima, 1963)